# Der heilige Sebastian (Antonello da Messina)
Das Gemälde Der heilige Sebastian  des italienischen Malers Antonello da Messina befindet sich in der Gemäldegalerie Alte Meister in Dresden.

## Historische Bildbeschreibungen
„Der heilige Sebastian. Auf den Fliesen eines städtischen Platzes steht der Heilige, nur mit dem Lendenschurz bekleidet, fast von vorn gesehen mit den Händen auf dem Rücken an einen Baum gebunden. Er ist bereits von fünf Pfeilen durchbohrt. Im Mittelgrunde zwischen zwei Palästen drei Rundbogendurchgänge, durch welche man in fernere Strassen und Paläste am Wasser blickt, während ihr Dach eine Terrasse bildet, von der Zuschauer herabsehen. Unten links ein schlafender Mann, stark verkürzt von vorn gesehen.“

Soweit der Eintrag in Karl Woermanns’s Galeriekatalog von 1887 wie immer knapp gehalten ob seiner Handlichkeit und Zweck als Katalog.
Ausführlicher ist die Beschreibung in einem Standardwerk über die Geschichte der italienischen Malerei aus dem Jahre 1876:

„Sebastian, ein bartloser Jüngling in langherabfallendem, über der Stirn kurz abgeschnittenem Haar, einen dünnen Schurz um die Hüften, ist von 4 Pfeilen durchbohrt, der Körper ¾ nach rechts gewandt; das rechte Bein etwas vorgestreckt, mit den Armen rücklings an einen Baumstamm angebunden blickt er mit sanft ergebenem Ausdruck, die Lippen scheinbar im Gebet geöffnet, gen Himmel. Er steht inmitten eines weiten mit Platten gepflasterten Hofes, der von venezianischen Häusern Zinnen und mit hohen Feueressen umgeben und hinten durch eine Verbindungsgallerie mit zwei Bögen geschlossen ist, auf welcher zu beiden Seiten orientalische Teppiche aushängen, hinter denen 4 Damen sichtbar sind. Im Vordergrunde rechts liegt ein umgestürzter Säulenstumpf; im Mittelgrunde sieht man rechts einen Offizier, der auf den Heiligen hindeutend zu der vor ihm stehenden Wache spricht, dahinter jenseits der Bogengallerie zwei alte Männer, von denen einer priesterlichen Ornat trägt, mit einander redend, auf der linken Seite liegt ein Kriegsknecht in steiler Verkürzung schlafend ausgestreckt und hinter diesem steht ein Weib aus dem Volke mit ihrem schlafenden Kinde auf dem Arm. Durch die Bögen des Mittelgrundes hindurch blickt man auf ein mit Baumgruppen umstandenes Kloster am Ufer eines Kanals, und auf dem Plan, welcher dieses und die dahinter aufsteigenden Berge von den vorderen Gebäuden trennt, treten links mehrere kleine Figuren aus den Häusern und rechts wandeln zwei Männer in venezianischer Senatorentracht anscheinend in lebhaftem Gespräch vorüber; am Himmel ziehen weisse Wolkenflocken.“

## Aktuelle Rezeptionen
Antonello malte das Bild während seines Aufenthaltes in Venedig 1475/76, kurz vor Ende seines Lebens, es ist als zentrales Spätwerk anzusehen. Das Gemälde ist die großartigste Verkörperung des späten, gereiften Stils Antonellos. Für einen Neuankömmling in der Lagunenstadt war es sicher tunlich, seine gesamten Fähigkeiten in einem Werk zu vereinigen, um vor der anspruchsvollen künstlerischen Konkurrenz und der Auftraggeberschaft bestehen zu können. So ist ein regelrechtes Kunststück entstanden, das alle Merkmale eines künstlerischen Wettstreits trägt.

### Der Heilige

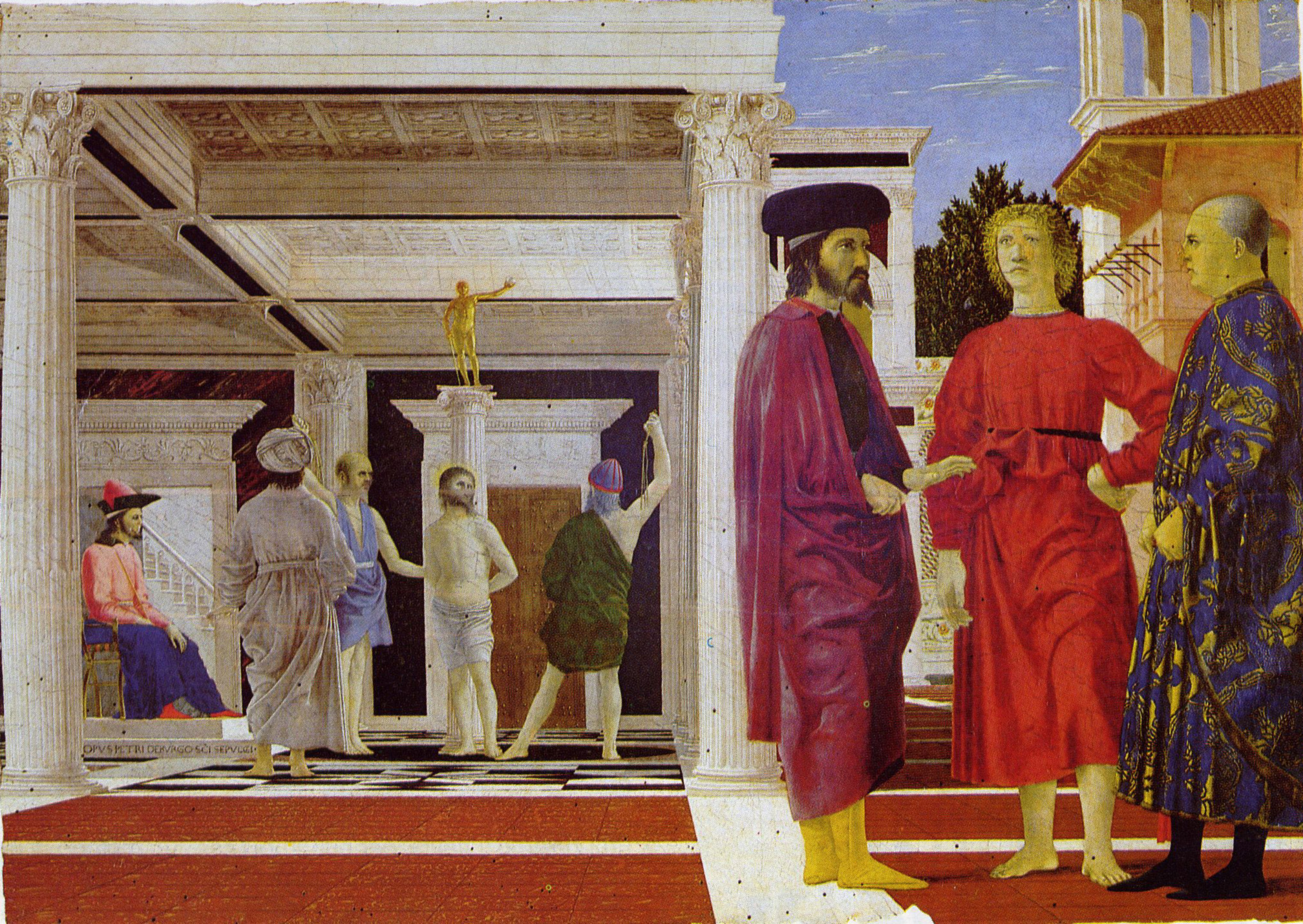
Piero della Francesca Die Geißelung Christi, nach 1444

Der hl. Sebastian steht in der klassischen Pose des Kontrapost nackt an einem Baum gebunden im von oben links kommenden hellen Licht. Die von Antonello gewählte Position mit durchgedrücktem Spielbein verleiht dem Heiligen eine einheitliche Bewegung, die durch den aufwärts gerichteten Blick über die Gestalt hinausweist und damit den sakralen Charakter des in Verklärung versunkenen Märtyrers verstärkt. Antonello mag sich dabei an der Figur des Christus in Piero della Francescas Bild Die Geißelung Christi orientiert haben. Durch den ganz niedrig angesetzten Fluchtpunkt der Perspektive hinter dem rechten Schienbein gelangt der Maler weiterhin zu einer ausgeprägten Monumentalisierung des Heiligen.
Sebastian ist von 5 Pfeilen getroffen, aus den Wunden läuft Blut. Er zeigt aber keinen Ausdruck von Schmerz, auch die Bogenschützen sind nicht zu sehen. Durch die sparsame und gleichmäßige Verteilung der Pfeile über den Körper und das Fehlen der brutalen Schergen erhält das Martyrium der Figur einen kontemplativen Charakter, der auch die Darstellung von Sebastians Schönheit in den Vordergrund rückt. Als Gegensätze dazu mögen an dieser Stelle Antonio Pollaiuolos Martyrium aus der Londoner National Gallery und Andrea Mantegnas Sebastian aus Venedig gelten, die eher das Martyrium des hl. Sebastian betonen.

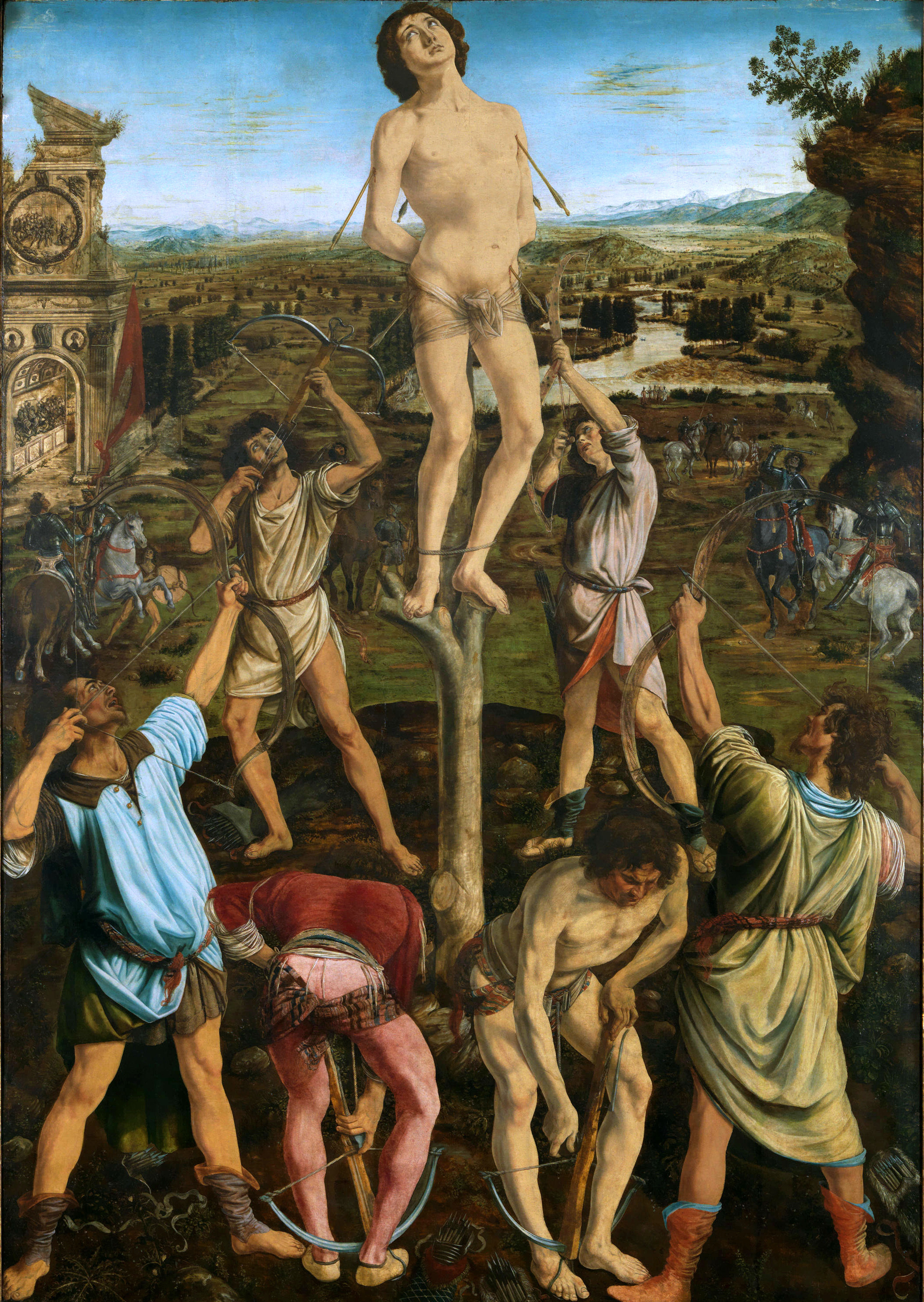
Antonio Pollaiuolo Martyrium des hl. Sebastian (1475)
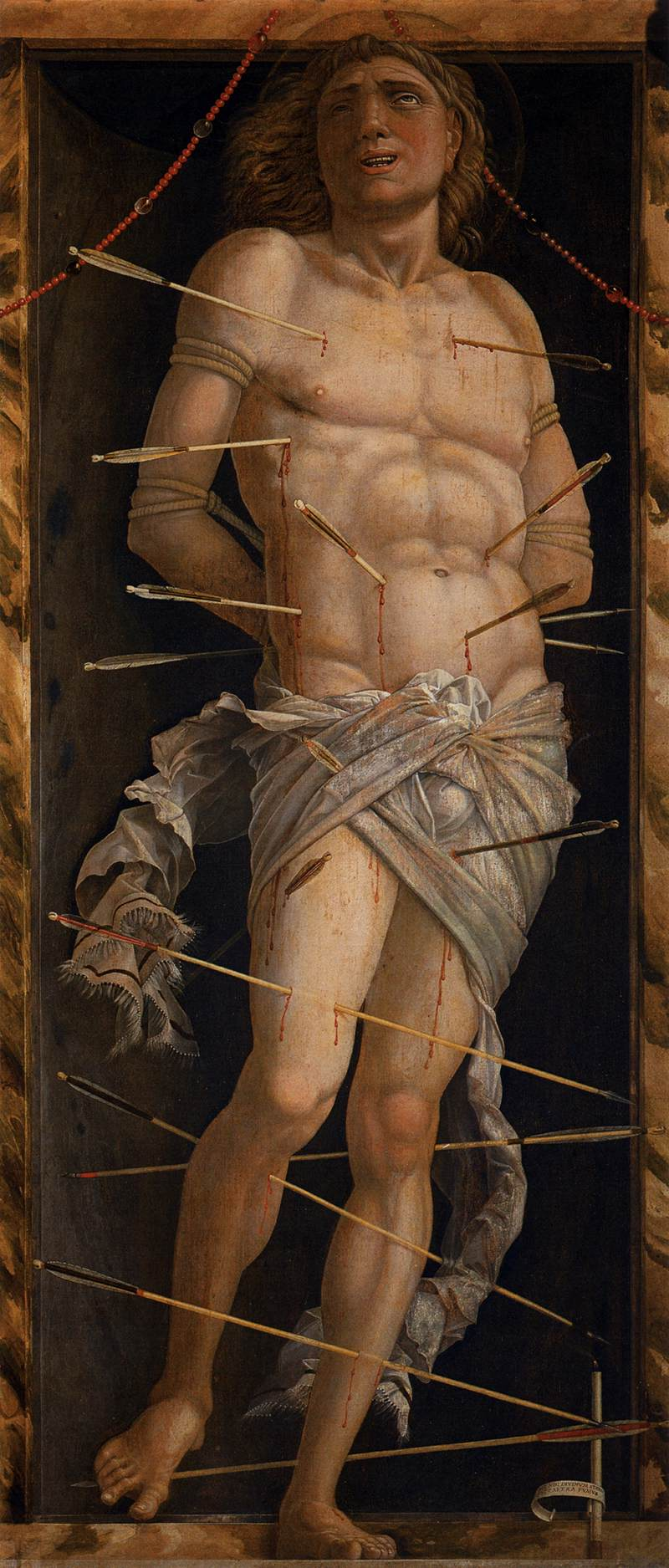
Andrea Mantegna Der hl. Sebastian (1506)

### Sein Umfeld

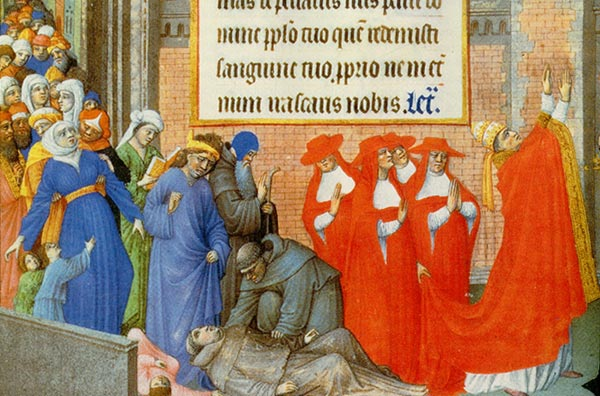
Miniatur in einem Gebetbuch aus dem Beginn des 15. Jahrhunderts. Papst Gregor I. (590 – 604) leitet eine Prozession rund um Rom, um das Ende der Pest zu erflehen. Im Vordergrund 2 Opfer, ein Kind und ein Mönch.

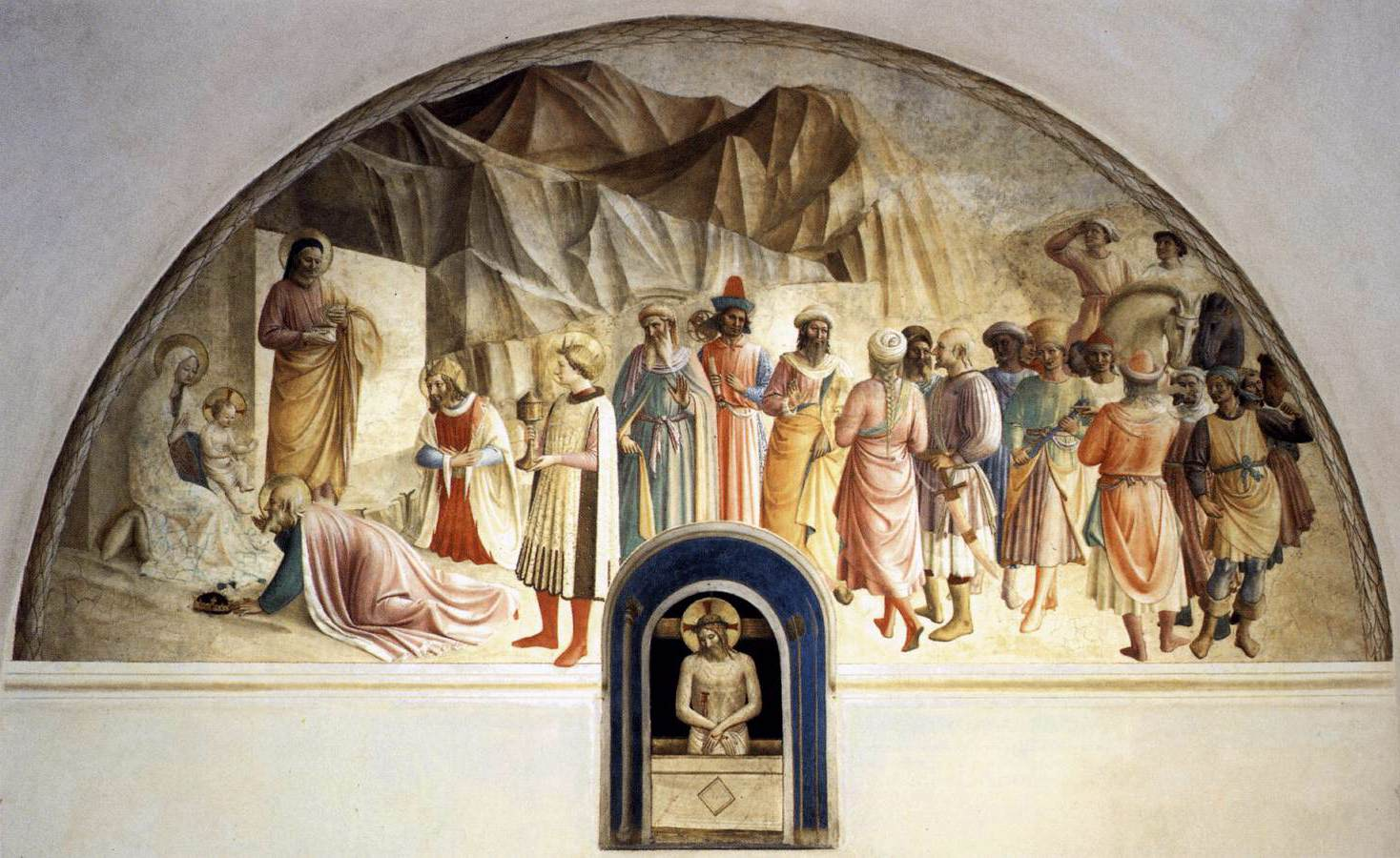
Fresco von Fra Angelico im Museum San Marco (Florenz)

Sebastian steht auf einem mit Fliesen sauber ausgelegten Platz, der von venezianischer Architektur in extrem verkürzter Perspektive umsäumt ist. Der Baum, an den er gefesselt ist, scheint so unvermittelt aus den Fliesen hervorzuwachsen, dass er fast auf den Fliesen steht. Dies ist nur ein Detail von vielen, die auf den ersten Blick nicht nachvollzogen werden können. Dazu kommen die Säulentrommel auf der rechten Seite, der unvermittelte Übergang zur hinteren erhöhten Ebene und das rechte Haus, das auf dem Verbindungsgang steht, ein statisch gewagtes Unterfangen.
Auch die Figuren-Staffage gibt Rätsel auf. Rechts stehen zwei Uniformierte beieinander, wobei der höher Dekorierte offensichtlich dem niederrangigeren Hellebardier etwas zu sagen hat. Die links vor dem Haus liegende Figur scheint ob der danebenliegenden Waffe ebenfalls ein Soldat zu sein, der entweder schläft, krank oder tot ist. Unmittelbar hinter dieser Figur endet der Fliesenbelag des Platzes und es beginnt die erhöhte Ebene mit weiteren Figuren. Der Kopf der Figur und dessen Waffe liegen teilweise auf der höheren Ebene auf. Die Pose der Figur mit angezogenem Bein und verkrampfter Hand lässt die Theorie zu, dass es sich hierbei um einen leidenden Kranken handelt, denn weder ein Schlafender noch ein Toter können diese Haltung nachhaltig einnehmen. Damit wäre ein Bezug zu dem Pestpatronat des Heiligen möglich. Die Pest war im späten Mittelalter eine ständige Bedrohung, der Venedig ob seiner Lage als Handelszentrum besonders ausgesetzt war, so starb der berühmte Maler Giorgione 1510 in Venedig an der Pest.
Links hinter dem Liegenden steht eine Mutter mit ihrem Kind, rechts vom Heiligen stehen zwei Figuren in reichen Gewändern, die von einem Pfeiler halb verdeckt werden. Die Figur im goldenen Gewand trägt eine Kopfbedeckung, die einer Tiara ähnlich ist und auch der reichbestickte Goldbrokatmantel könnten Hinweise darauf sein, dass es sich um den Papst handelt. Die andere Figur ihm gegenüber trägt eine Robe und ein Barett, die den auch heute noch gebräuchlichen Richterroben ähneln. Auch in zeitgenössischen Darstellungen werden Richter in dieser Tracht dargestellt, als Beispiel dazu soll die Darstellung eines Richters mit Richterstab in der Szene Anbetung der Heiligen Drei Könige des Freskenzyklus im Dominikanerkloster San Marco in Florenz von Fra Angelico dienen.
Dass hier der Papst vor dem Richter stehen soll, erhellt ein Blick in die Geschichte Venedigs. Ende des 15. Jahrhunderts von den Türken bedroht, fühlte die Republik Venedig sich im Stich gelassen von Papst Sixtus IV., der andere machtpolitische Ziele verfolgte. So ist auch die durch den Pfeiler verdeckte Szene erklärbar, denn Antonello wagte es sicher nicht, diesen Affront gegen den Papst offen darzustellen.
Weiter hinten wandeln Figuren paarweise in einer ruhigen Lagunenlandschaft. Auf dem Verbindungsgang stehen drei Frauen und ein Junge und beobachten die Szenerie, die Abdeckung der Brüstung mit Teppichen war typisch für die damalige Zeit und ist auch in anderen zeitgenössischen Gemälden zu finden.
Zusammenfassend kann gesagt werden, dass Antonello seiner neuen Heimat Venedig mit diesem Meisterwerk ein Andachtsbild zukommen ließ, dessen starke zeitgenössische Bezüge Sebastian als konsequent verlässlichen Beschützer ausweisen sollen.
Als „gewaltig“ beschrieb Samuel Beckett den Eindruck, den das Bild auf ihn machte: „... ich blieb jedesmal starr davor stehen. ... Angesichts eines solchen Werks, eines solchen Siegs über die reale Unordnung, über die Enge des Herzens und des Geists, fällt es schwer, sich nicht aufzuhängen.“

## Zuschreibung, Provenienz und Restaurierung
„Auch zwei Meisterwerke ..., die wie wenige Gemälde in der Galerie das Wesen des italienischen Quattrocento zum Ausdruck bringen, sind erst in den 1870er Jahren nach Dresden gelangt: Andrea Mantegnas „heilige Familie“ mit ihrer stählernen Strenge von Form, Farbe und Ausdruck und des Antonello da Messina „hl. Sebastian“, kein Martyrium voll Blut und Klage, wie es die spätere Zeit gefordert hat, sondern die Darstellung eines schönen ebenmäßigen Jünglingsaktes in klarer kubischer Räumlichkeit, inmitten des beschaulichen Lebens eines venezianischen Stadtbildes.“

Das Bild wurde 1873 auf einer parallel zur Wiener Weltausstellung organisierten Ausstellung von Gemälden alter Meister für 6000 Thaler erworben. Diese Ausstellung fand im Österreichischen Museum statt, im Ausstellungskomitee waren so bekannte Persönlichkeiten wie Chlodwig zu Hohenlohe-Schillingsfürst, Karl Graf Lanckoroński und Moritz Thausing.
Das Bild (Katalog-Nr. 2) wurde als Werk von Giovanni Bellini von Johann Christian Endris auf die Ausstellung gegeben. Endris hatte Prokura beim Wiener Großhandelshaus Elkan von Elkansberg, Wien, Wollzeile 863. Die Zuordnung der Urheberschaft auf Antonello da Messina geschah durch die Herren Crowe und Cavalcaselle, die

„wie ‚Feldherren‘ auf dem ‚Kampfplatze‘ erschienen und deren Meinung sich die Verwaltung der Dresdner Galerie sogleich zu der ihrigen machte.“

 Vertreter der Auffassung, das Gemälde sei alternativ von dem Veroneser Francesco Bonsignori oder Pietro da Messina hatten demgemäß keine Chance.
Johann Christian Endris hatte das Werk aus der Sammlung des angesehenen Arztes für Geburtshilfe Hussian erworben. Diese Sammlung enthielt neben Handzeichnungen und Stichen auch eine Anzahl Gemälde italienischer Meister und wurde nach dem Tode Hussians 1869 in der Kunsthandlung Miethke und Wawra in Wien versteigert. Im Auktionskatalog ist das Gemälde unter Nr. 14 als Werk von Bellini aufgeführt. Johann Christian Endris hat das Gemälde entweder auf der Auktion oder auch danach, ggf. im Nachverkauf erworben, dafür spricht in der vorliegenden Quelle der fehlende Eintrag eines Auktionsergebnisses.
Im Katalog wird das Bild als „Geschenk eines Pabstes an den Bischof von Kremsier“ bezeichnet. Dies könnte eine Bestätigung dafür sein, dass sich das Bild einst in der Sammlung des Carl von Liechtenstein, Bischof von Olmütz befunden hat.
1654 taucht das Bild in einem Inventarverzeichnis der Sammlung des Thomas Howard, Earl of Arundel als „St. Sebastian d’Antonello da Messina“ auf. Dieser 1646 in Padua verstorbene Earl war bekannt für seine Sammlung venezianischer Bilder. Ein Hinweis ist dieser Inventarliste und andere Quellen bezeugen, dass das Bild im Auftrag der Scuola Grande di San Rocco als Altartafel für die Pfarrkirche San Giuliano in Venedig gemalt wurde. Die Scuola di San Rocco wurde 1478 als Reaktion auf eine Pestepidemie mit 15000 Toten in Venedig gegründet.
Von 1999 bis 2002 wurde das Werk in den Werkstätten der Staatlichen Kunstsammlungen Dresden von Dipl.-Rest. Ohlhoff gründlich restauriert, dabei wurde auch die Signatur des Künstlers wiederentdeckt, die die Zuschreibung von Crowe/Cavalcaselle endgültig bestätigt. Das Gemälde kann nun wieder in der ganzen Raffinesse seiner Farbgebung erlebt werden.